# Pfalzgrafenweiler
Pfalzgrafenweiler es un municipio alemán perteneciente al distrito de Freudenstadt, en el estado federado de Baden-Wurtemberg. Le pertenecen los barrios de Kälberbronn, Edelweiler, Herzogsweiler, Bösingen, Durrweiler y Neu-Nuifra. En total el municipio tiene unos 7200 habitantes. Está ubicado aproximadamente 15 km al noreste de Freudenstadt en la Selva Negra Septentrional.

## Puntos de interés
- Ruina del castillo Mandelberg[3]